# Gare d'Akihabara
La gare d'Akihabara (秋葉原駅, Akihabara-eki) est une gare ferroviaire de la ville de Tokyo au Japon. Elle est située dans l'arrondissement de Chiyoda, dans le quartier d'Akihabara. La gare est desservie par les lignes de la JR East, du Tokyo Metro et de la Metropolitan Intercity Railway Company.

## Situation ferroviaire
La gare d'Akihabara est située au point kilométrique (PK) 25,7 de la ligne Yamanote, au PK 28,3 de la ligne Keihin-Tōhoku et au PK 22,4 de la ligne Chūō-Sōbu. Elle marque le début du Tsukuba Express.

## Histoire
La gare a été inaugurée le 1er novembre 1890 comme terminal de fret rattaché à la gare d'Ueno. Elle ouvre aux voyageurs le 1er novembre 1925 sur la ligne Yamanote.

## Services aux voyageurs

### Accès et accueil
La gare dispose d'un bâtiment voyageurs, avec guichet, ouvert tous les jours.

### Desserte

#### JR East
- JK Ligne Keihin-Tōhoku :
  - voie 1 : direction Ueno, Akabane et Ōmiya
  - voie 4 : direction Tokyo et Yokohama

- JY Ligne Yamanote :
  - voie 2 : direction Ueno, Ikebukuro et Shinjuku
  - voie 3 : direction Tokyo et Shinagawa

- JB Ligne Chūō-Sōbu  :
  - voie 5 : direction Shinjuku, Nakano et Mitaka
  - voie 6 : direction Kinshichō, Funabashi et Chiba

#### Tokyo Metro
- H Ligne Hibiya
  - voie 1 : direction Naka-Meguro
  - voie 2 : direction Kita-Senju (interconnexion avec la ligne Tōbu Skytree pour Kuki et Minami-Kurihashi)

#### Metropolitan Intercity Railway Company
- Tsukuba Express :
  - Voies 1-2 : direction Minami-Nagareyama, Moriya et Tsukuba